# Acanthocerus lobatus
Acanthocerus lobatus är en insektsart som först beskrevs av Hermann Burmeister 1835.  Acanthocerus lobatus ingår i släktet Acanthocerus och familjen bredkantskinnbaggar. Inga underarter finns listade i Catalogue of Life.